# Folkston
Folkston è una città degli Stati Uniti d'America, situata in Georgia, nella Contea di Charlton, della quale è il capoluogo.